# مازغو (أيسين)
مازغو (بالفارسية: مازغو) هي قرية تقع في إيران في قسم أيسين الريفي. يقدر عدد سكانها بـ 57 نسمة بحسب إحصاء 2016.